# FC Kairat
Football Club Kairat (tiếng Kazakh: «Қайрат» футбол клубы) là một câu lạc bộ bóng đá chuyên nghiệp Kazakhstan đến từ Almaty, thi đấu ở Giải bóng đá ngoại hạng Kazakhstan, cấp độ cao nhất của bóng đá Kazakhstan. Thành lập năm 1954 với tên gọi Lokomotiv Alma-Ata dựa trên nền tảng câu lạc bộ Dinamo Alma-Ata, họ đổi tên thành Urozhai năm 1955 và Kairat năm 1956. Sân nhà của đội bóng là Sân vận động Trung tâm có sức chứa 23.804 chỗ ngồi.
Đây là đội bóng Kazakh hàng đầu trong thời kì Liên Xô, là câu lạc bộ duy nhất thi đấu ở Giải bóng đá vô địch quốc gia Liên Xô, và vô địch Giải bóng đá hạng nhất quốc gia Liên Xô (giải hạng hai) vào năm 1976 và 1983. Đội bóng giành được vị thứ cao nhất trong lịch sử khi thi đấu ở Giải vô địch quốc gia Liên Xô với vị trí thứ 7 năm 1986 và trải qua 24 mùa bóng ở giải đấu này, một kỉ lục đối với một đội bóng Trung Á. Trong suốt sự tồn tại của Liên Xô, Kairat là một phần của Hội thể thao tình nguyện Liên Xô. Kairat được xem là một trong những câu lạc bộ nổi tiếng nhất Kazakhstan.

## Lịch sử

### 2007–09
Cuối mùa giải 2006, nhà tài trợ chính của câu lạc bộ, Kazakhstan Temir Zholy (Công ty đường sắt quốc gia), kết thúc hợp đồng. Điều này dự báo cho một cuộc khủng hoảng tài chính cho đến khởi đầu mùa giải 2007. Hậu quả là, hầu hết các cầu thủ của đội đều chuyển sang các đội bóng khác. Câu lạc bộ bước vào mùa giải 2007 với một đội bóng trẻ, non nớt kinh nghiệm. Tháng Bảy 2007, một nhóm nhà đầu tư tư nhân tiếp quản câu lạc bộ và đầu tư khoảng 4 triệu Đô la Mỹ vào nó. Câu lạc bộ vào đến tứ kết Cúp quốc gia Kazakhstan nhưng suýt bị xuống hạng, khi kết thúc với vị trí 13 trong bảng xếp hạng. Đầu mùa giải 2009, câu lạc bộ tuyên bố phá sản và xuống chơi Giải hạng Nhất. Tháng Mười Một 2009, Kairat vô địch Giải hạng Nhất và thăng hạng Giải vô địch quốc gia Kazakhstan.

Biểu trưng dùng từ thập niên 1960 đến thập niên 1970.

Biểu trưng dùng từ thập niên 1970 đến thập niên 1980.

Ngày 28 tháng 12 năm 2015, Aleksandr Borodyuk được bổ nhiệm làm huấn luyện viên mới, trước khi từ chức ngày 5 tháng Tư bởi lý do khởi đầu mùa giải tệ hại. Ngày ngày 7 tháng 4 năm 2016, Kakhaber Tskhadadze trở thành huấn luyện viên của câu lạc bộ.

### Ở châu Âu
Kairat là đội bóng Liên Xô đầu tiên vô địch một cúp châu Âu. Điều này xảy ra vào năm 1971 ở Almaty, khi Kairat đánh bại Rapid Bucharest với tỷ số 2–1 và giành chức vô địch Cúp bóng đá Đường sắt châu Âu, một giải đấu đã giải thể.
Sau khi Liên đoàn bóng đá Kazakhstan gia nhập UEFA, Kairat thi đấu ở vòng loại của Cúp châu Âu 5 lần và có 2 lần vào đến vòng loại thứ hai, đó là các mùa giải 2014–15 và 2015–16.

### Lịch sử giải quốc gia
| Mùa giải | Giải đấu | Giải đấu | Giải đấu | Giải đấu | Giải đấu | Giải đấu | Giải đấu | Giải đấu | Giải đấu | Cúp bóng đá Kazakhstan | Vua phá lưới         | Vua phá lưới | Huấn luyện viên                         |
| Mùa giải | Hạng     | Vị thứ   | St       | T        | H        | B        | BT       | BB       | Đ        | Cúp bóng đá Kazakhstan | Cầu thủ              | Giải đấu     | Huấn luyện viên                         |
| -------- | -------- | -------- | -------- | -------- | -------- | -------- | -------- | -------- | -------- | ---------------------- | -------------------- | ------------ | --------------------------------------- |
| 1992     | thứ 1    | 1        | 26       | 16       | 5        | 5        | 48       | 22       | 53       | Vô địch                |                      |              | B.Baiseitov                             |
| 1993     | thứ 1    | 11       | 22       | 5        | 3        | 14       | 23       | 41       | 18       | Vòng Hai               |                      |              | B.Baiseitov / G.Katkov                  |
| 1994     | thứ 1    | 11       | 30       | 10       | 6        | 14       | 36       | 42       | 36       | Vòng Một               |                      |              | G.Katkov / K.Berdyev                    |
| 1995     | thứ 1    | 9        | 30       | 13       | 2        | 15       | 37       | 35       | 41       | Vòng Một               |                      |              | K.Berdyev                               |
| 1996     | thứ 1    | 6        | 34       | 19       | 5        | 10       | 61       | 30       | 62       |                        |                      |              | V.Masudov                               |
| 1997     | thứ 1    | 3        | 26       | 16       | 5        | 5        | 52       | 14       | 53       | Vô địch                |                      |              | V.Masudov                               |
| 1998     | thứ 2    | 2        | 4        | 3        | 0        | 1        | 8        | 1        | 9        |                        |                      |              | V.Masudov                               |
| 1999     | thứ 1    | 3        | 30       | 21       | 1        | 8        | 62       | 19       | 64       | Vô địch                | Rejepmyrat Agabaýew  | 24           | V.Nikitenko                             |
| 2000     | thứ 1    | 4        | 28       | 18       | 6        | 4        | 48       | 17       | 60       |                        | Oleg Litvinenko      | 13           | V.Nikitenko / A.Chernov                 |
| 2001     | thứ 1    | 5        | 32       | 15       | 7        | 10       | 42       | 33       | 52       | Vô địch                |                      |              | V.Masudov / Z.Krmpotić                  |
| 2002     | thứ 1    | 7        | 32       | 13       | 7        | 12       | 41       | 36       | 46       |                        | Alibek Buleshev      | 13           | Z.Krmpotić                              |
| 2003     | thứ 1    | 7        | 32       | 14       | 7        | 11       | 51       | 42       | 49       | Vô địch                | Alibek Buleshev      | 13           | V.Gulyamhaydarov / L.Ostroushko         |
| 2004     | thứ 1    | 1        | 36       | 25       | 8        | 3        | 70       | 21       | 83       | Á quân                 | Arsen Tlekhugov      | 22           | L.Pakhomov / A.Petrushin                |
| 2005     | thứ 1    | 3        | 30       | 18       | 8        | 4        | 56       | 22       | 62       | Á quân                 | Jafar Irismetov      | 10           | A.Petrushin / V.Gulyamhaydarov          |
| 2006     | thứ 1    | 7        | 30       | 12       | 10       | 8        | 39       | 30       | 46       |                        | Alibek Buleshev      | 10           | B.Baiseitov / T.Agamyradow / I.Khomukha |
| 2007     | thứ 1    | 13       | 30       | 9        | 3        | 18       | 23       | 43       | 30       |                        |                      |              | S.Klimov / V.Masudov                    |
| 2008     | thứ 1    | 10       | 30       | 9        | 10       | 11       | 25       | 28       | 34       | Tứ kết                 |                      |              | V.Masudov                               |
| 2009     | thứ 2    | 1        | 26       | 19       | 4        | 3        | 63       | 21       | 42       | Vòng Một               |                      |              | S.Volgin                                |
| 2010     | thứ 1    | 10       | 32       | 6        | 11       | 15       | 17       | 38       | 29       | Vòng Ba                |                      |              | S.Volgin / E.Kuznetsov                  |
| 2011     | thứ 1    | 11       | 32       | 8        | 8        | 16       | 30       | 49       | 22       | Tứ kết                 | Konstantin Golovskoy | 10           | V.Nikitenko / J.Gregory                 |
| 2012     | thứ 1    | 10       | 26       | 7        | 8        | 11       | 23       | 34       | 29       | Vòng Hai               | Josip Knežević       | 6            | D.Ogai / J.Serer                        |
| 2013     | thứ 1    | 3        | 32       | 12       | 12       | 8        | 44       | 38       | 33       | Vòng Hai               | Momodou Ceesay       | 12           | V.Weiss                                 |
| 2014     | thứ 1    | 3        | 32       | 18       | 5        | 9        | 58       | 31       | 38       | Vô địch                | Gerard Gohou         | 12           | V.Weiss                                 |
| 2015     | thứ 1    | 2        | 32       | 20       | 7        | 5        | 60       | 19       | 45       | Vô địch                | Gerard Gohou         | 22           | V.Weiss                                 |
| 2016     | thứ 1    | 2        | 32       | 22       | 5        | 5        | 75       | 30       | 71       | Á quân                 | Gerard Gohou         | 22           | A.Borodyuk / K.Tskhadadze               |

### Lịch sử giải châu lục
| Mùa giải | Giải đấu                                            | Vòng | Câu lạc bộ             | Sân nhà | Sân khách     | Tổng tỉ số |  |
| -------- | --------------------------------------------------- | ---- | ---------------------- | ------- | ------------- | ---------- |  |
| 1997–98  | Cúp các câu lạc bộ đoạt cúp bóng đá quốc gia châu Á | 1R   | Vakhsh Qurghonteppa    | 3–0     | 1–2           | 4–2        |  |
| 1997–98  | Cúp các câu lạc bộ đoạt cúp bóng đá quốc gia châu Á | 2R   | Köpetdag Aşgabat       | 3–1     | 0–2 (a)       | 3–3        |  |
| 2000–01  | Cúp các câu lạc bộ đoạt cúp bóng đá quốc gia châu Á | 1R   | Regar-TadAZ Tursunzoda | 2–0     | 1–1           | 3–1        |  |
| 2000–01  | Cúp các câu lạc bộ đoạt cúp bóng đá quốc gia châu Á | 2R   | Nebitçi Balkanabat     | 3–1     | 0–1           | 3–2        |  |
| 2000–01  | Cúp các câu lạc bộ đoạt cúp bóng đá quốc gia châu Á | QF   | Esteghlal              | 0–0     | 0–3           | 0–3        |  |
| 2002–03  | Cúp UEFA                                            | QR   | Red Star Belgrade      | 0–2     | 0–3           | 0–5        |  |
| 2005–06  | Giải vô địch bóng đá các câu lạc bộ châu Âu         | 1Q   | Artmedia Bratislava    | 2–0     | 1–4 ((s.h.p.) | 3–4        |  |
| 2006–07  | UEFA Cup                                            | 1Q   | Fehérvár               | 2–1 (a) | 0–1           | 2–2        |  |
| 2014–15  | UEFA Europa League                                  | 1Q   | Kukësi                 | 1–0     | 0–0           | 1–0        |  |
| 2014–15  | UEFA Europa League                                  | 2Q   | Esbjerg fB             | 1–1     | 0–1           | 1–2        |  |
| 2015–16  | UEFA Europa League                                  | 1Q   | Red Star Belgrade      | 2–1     | 2–0           | 4–1        |  |
| 2015–16  | UEFA Europa League                                  | 2Q   | Alashkert              | 3–0     | 1–2           | 4–2        |  |
| 2015–16  | UEFA Europa League                                  | 3Q   | Aberdeen               | 2–1     | 1–1           | 3–2        |  |
| 2015–16  | UEFA Europa League                                  | PO   | Bordeaux               | 2–1 (a) | 0–1           | 2–2        |  |
| 2016–17  | UEFA Europa League                                  | 1Q   | Teuta Durrës           | 5–0     | 1–0           | 6–0        |  |
| 2016–17  | UEFA Europa League                                  | 2Q   | Maccabi Tel Aviv       | 1–1     | 1–2           | 2–3        |  |

Notes
- 1Q: Vòng loại thứ nhất
- 2Q: Vòng loại thứ hai
- 3Q: Vòng loại thứ ba
- PO: Vòng Play-off

Danh sách sau xếp hạng vị thứ hiện tại của Kairat trong xếp hạng câu lạc bộ UEFA:
| Thứ hạng | Đội bóng         | Điểm  |
| -------- | ---------------- | ----- |
| 350      | Borac Banja Luka | 2.575 |
| 351      | Dundalk          | 2.570 |
| 352      | Kairat           | 2.550 |
| 353      | Baku             | 2.500 |
| 354      | Gabala           | 2.500 |

Tính đến 17 tháng 7 năm 2015.

## Danh hiệu

### Kazakhstan
- Giải bóng đá ngoại hạng Kazakhstan (4): 1992, 2004, 2020, 2024
- Giải bóng đá hạng nhất quốc gia Kazakhstan (1): 2009
- Cúp bóng đá Kazakhstan (9): 1992, 1996, 1999–00, 2001, 2003, 2014, 2015, 2017, 2018
- Siêu cúp bóng đá Kazakhstan (1): 2016

### Liên Xô
- Giải bóng đá hạng nhất quốc gia Liên Xô (2): 1976, 1983
- Cúp Liên đoàn Liên Xô (1): 1988

### Quốc tế
- Cúp bóng đá Đường sắt châu Âu (1): 1971

## Huấn luyện viên nổi bật
Các huấn luyện viên sau giành ít nhất một chức vô địch khi dẫn dắt Kairat:
| Cầu thủ             | Giai đoạn | Danh hiệu                                                  |
| ------------------- | --------- | ---------------------------------------------------------- |
| Viktor Korolkov     | 1971–1972 | Cúp bóng đá Đường sắt châu Âu                              |
| Stanislav Kaminsky  | 1976–1978 | Giải bóng đá hạng nhất quốc gia Liên Xô                    |
| Leonid Ostroushko   | 1983–1986 | Giải bóng đá hạng nhất quốc gia Liên Xô                    |
| Bakhtiyar Baiseitov | 1992–1993 | Giải bóng đá ngoại hạng Kazakhstan, Cúp bóng đá Kazakhstan |
| Vakhid Masudov      | 1996–1998 | Cúp bóng đá Kazakhstan                                     |
| Vladimir Nikitenko  | 1999–2000 | Cúp bóng đá Kazakhstan                                     |
| Vakhid Masudov      | 2001      | Cúp bóng đá Kazakhstan                                     |
| Leonid Ostroushko   | 2003      | Cúp bóng đá Kazakhstan                                     |
| Aleksei Petrushin   | 2004–2005 | Giải bóng đá ngoại hạng Kazakhstan                         |
| Vladimír Weiss      | 2012–2015 | Cúp bóng đá Kazakhstan                                     |

## Đối tác
- Sporting CP (2015–nay)[8]